# Kagome Higurashi
Kagome Higurashi (日暮 かごめ Higurashi Kagome?) este un protagonistii personaj ficțional din seria anime și manga InuYasha, creată de Rumiko Takahashi și este unul din protagoniștii seriilor InuYasha.
Născută în Japonia modernă ca și reîncarnare a preotesei Kikyo, Kagome are Giuvaerul Shikon no Tama ascuns în corpul ei fără să știe, doar pentru a afla de prezența acestuia când împlinește 15 ani, fiind trasă în Fântâna Mâncătoare de Oase de către un demon numit Stăpâna Miriapod și  readusă cu 500 de ani în trecut, în perioada Japoniei Feudale. Acestea ajung în Era Feudală cu 50 de ani după moartea lui Kikyo, când demonul extrage Giuvaerul din corpul ei.
În această Eră, fugind de Stăpâna Miriapod, Kagome va găsi un semidemon, InuYasha, adormit și sigilat de Copacul Vremurilor de o săgeată sacră, trasă de către preoteasa Kikyo. Kagome îi înlătură săgeata din piept, eliberându-l astfel pe InuYasha - acesta va lupta cu demonul și îl va ucide. Din momentul în care Kaede, sora preotesei Kikyo, a realizat că Kagome este reîncarnarea acesteia, tinerei i se va încredința sarcina de a proteja Giuvaerul Sacru de către orice influență nefastă; Inuyasha dorește să revendice Giuvaerul și să o ucidă; cu ajutorul preotesei Kaede, Inuyasha va putea fi subjugat de Kagome prin rostirea unui cuvânt ales de ea (având în vedere aspectul canin al semidemonului, ea va opta pentru cuvântul "Șezi!"), iar acesta alege să o însoțească pentru a primi bijuteria.
Vor fi urmăriți de un demon-corb, care va încerca să fure Giuvaerul; aflând că este reîncarnarea celei mai puternice preotese arcașe, va încerca să ucidă demonul cu ajutorul unei săgeți, însă va sparge accidental Giuvaerul și acesta se va dispersa în întreaga țară, pornind astfel șirul evenimentelor din această serie.
Pe parcursul călătoriei sale alături de Inuyasha, vor întâlni un călugăr pervers, un demon-vulpe și un exterminator de demoni, iar alături de aceștia vor căuta să refacă Giuvaerul Shikon no Tama. Când acesta va fi aproape complet, va fi captivă în interiorul acestuia, iar principalul antagonist, Naraku, dorește să o determine să folosească puterea Giuvaerului în mod egoist, corupându-l și perpetuând existența acestuia. Cu toate acestea, Kagome va reuși să se elibereze și își va dori ca existența bijuteriei să înceteze.
Are multe trăsături comune cu Kikyo, cum ar fi puterile spirituale, înfățișarea și chiar același miros. Totuși, nu are amintirile acesteia și, comparativ cu personalitatea lui Kikyo, Kagome este o persoană foarte diferită: Kagome este o fire modernă, încrezătoare, energică, în timp ce Kikyo este o fire rezervată, sobră.

## Descriere

### Copilăria
Când s-a născut, Kagome avea în interiorul corpului său Giuvaerul Shikon no Tama (Giuvaerul Sacru), primindu-și numele de la strălucirea bijuteriei din pieptul acesteia; cu toate că întreaga istorie a Giuvaerului i-a fost prezentată de către bunicul ei încă din copilărie, ea nu a crezut în existența acestui obiect mistic decât în momentul când a pătruns în Era Feudală și atunci când Stăpâna Miriapod i-a smuls Giuvaerul din corp.

#### Semnificația numelui
Numele personajului poate să facă trimitere la un joc al copiilor numit „Kagome-Kagome”; jocul presupune formarea unui cerc, având în centru un copil ce își acoperă ochii cu mâinile. Cercul începe să se rotească, în timp ce copiii recită niște versuri specifice.
Atunci când cântecul este încheiat, cercul nu se mai rotește și copilul din mijloc încearcă să ghicească persoana care s-a oprit imediat în fața lui; un răspuns corect elibera copilul din cerc (asemeni păsării din colivie), iar copilul care a fost ghicit va reveni în mijlocul cercului.
Cu toate că versurile pot data din perioada Edo, se pare că nu există o semnificație reală a acestora. Dacă se întreabă cine este acea "Kagome", cei mai mulți niponi nu ar fi în stare să dea un răspuns. Singurul răspuns direct ar proveni din traducerea directă a termenului "ochiul din coș" - având sensul multitudinilor de găuri produse când se împletește un coș. Există o teorie conform căreia acești "ochi" au menirea de a ne proteja, prin observarea spiritelor rele ce ne înconjoară în cotidian.
„Kagome” este de asemenea numele unei figuri ce are formă de stea sau chiar a unei hexagrame (element decorativ des întâlnit în templele Shinto).

## Înfățișare

Înfățișarea lui Kagome în anime (stânga) și în manga (dreapta)

Kagome are pielea albă (nu la fel de albă ca și a lui Kikyo), păr lung, ondulat de culoare neagră și ochi mari, căprui (în manga sunt albaștri). De obicei este prezentată în uniformă școlară numită sailor fuku; o panglică roșie este legată și atașată de bluză în față.
Diferențe ușoare sunt prezente în înfățișarea fizică din anime și manga, una din ele fiind culoarea ochilor; în manga, Kagome seamănă mai mult cu Kikyo decât în versiunea din anime. În alte împrejurări, Kagome poată alte haine, care sunt o combinație de fuste și pulovere. De asemenea, a purtat și același tip de îmbrăcăminte folosit de Kikyo și Kaede, anume cel de preoteasă (miko).

## Abilități
- Detectarea Giuvaerului

Aceasta putere îi permite lui Kagome să simtă locația exactă a Giuvaerului/fragmentelor sale, oriunde s-ar afla. Episodul 94 al seriei anime dezvaluie incercarire unui demon de a replica Giuvaerul Sacru (cu toate ca prezinta atributii toxice); după ce va fi ucis de Inuyasha, demonul va releva bijuteria, iar Inuyasha o prinde în palmă și este surprins de faptul că s-a spart. Cu toate ca era o imitație, Kagome este surprinsă de faptul că l-a perceput precum adevăratul Giuvaer.
- Rozarul Subjugării(Osuwari/Șezi)

Deoarece Kagome a fost amenintata de catre Inuyasha ca va fi ucisa daca nu ii da Giuvaerul Sacru, Kaede foloseste niste margele fermecate si plaseaza în jurul gâtului lui InuYasha un rozar; acesta va fi împuternicit să îl subjuge la un cuvânt ales și rostit de Kagome. Initial, acest rozar trebuia sa fie plasat de catre Kikyo asupra lui Inuyasha, pentru a se asigura ca va putea fi controlat si nu va face rau nimanui, iar cuvantul declansator ar fi fost "indragit", "iubit".
In momentul in care Kikyo se intalneste cu Inuyasha si acesta ii va darui singurul lucru care ii mai aminteste de mama sa muritoare, Kikyo alege sa nu apeleze la rozar; cu toate ca sora ei decide sa nu-l mai subjuge, Kaede va pastra rozarul si o va determina pe Kagome sa il controleze in momentul in care Inuyasha o urmareste si doreste sa o ucida, pentru a fura Giuvaerul. Acesta îl trântește pe InuYasha la pământ când ea spune cuvântul "șezi". Efectul dispare rapid și InuYasha e capabil să se ridice din nou de pe sol.
- Puteri purificatoare

Această putere îi permite lui Kagome să purifice orice obiect atins de ea. În primele serii, nu conștientizează această abilitate și nu este la fel de puternică precum a lui Kikyo, care poate proiecta energie spirituală de culoare violet pal către un inamic aflat la distanță. În primul episod Kagome a proiectat energie spirituală spre Stăpâna Centiped și totodată și-a folosit purificarea în al doilea film și în Volumul 55, capitolul 540 al seriei manga pe Inuyasha. În timpul seriei The Final Act știa cum să-și folosească puterile, punându-și mâinile pe obiectul ce urma să fie purificat, spre exemplu un fragment din Giuvaer. 
- Puteri spirituale

Kagome poate să treacă prin bariere, vrăji, iluzii; poate simți aure malefice și să nu fie afectată de acestea. Totodată, puterile ei spirituale înnăscute sunt înlănțuite de voința rea a Giuvaerului, Magatsuhi. Când Sesshomaru îl va distruge pe Magatsuhi cu Tenseiga, puterile ei înnăscute vor fi eliberate la potențial maxim, permițându-i să aibă acces la capacități neștiute de aceasta. Poate crea un dom din energia ei spirituală cu care se poate apăra și poate distruge inamici.
Fiind reîncarnarea lui Kikyo, Kagome poate observa lucruri care sunt sau par invizibile ochiului uman; în primul episod, Kagome vede pădurea unde Inuyasha a fost vrăjit datorită unei lumini ce strălucea pe cer. Kaede afirmă că are această abilitate în episodul 2 și 3.
Kagome va dezvalui aceste abilitati si in momentul cand satul lui Kaede va fi atacat de catre Yura, un demon care controleaza prin fire de par. Aceasta il va ajuta pe Inuyasha sa taie firele principale, care sustin parul controlat de Yura si, cu ajutorul unei sageti, va sparge un craniu rosu (slabiciunea Yurei), distrugand-o.
Totodată, Kagome dă dovadă de abilități de comunicare cu spiritele, comunicând cu Mayu, o fetiță ce decedase în urma unui incendiu și al cărei spirit a rămas pe Pământ; deoarece Mayu dorea să se răzbune pe mama ei, considerată principala vinovată ca a fost lăsată să moară, prin uciderea fratelui ei Satoru, un spirit trubadur numit Tatari-mokke o urmărește. Spiritul are menirea de a conduce sufletele copiilor în Rai sau Iad, în funcție de actele comise de ei în timpul vieții și are ochii închiși; dacă ochii lui se deschid, timpul alocat îndreptării faptelor copiilor s-a scurs, iar soarta lor este decisă. Kagome vorbește cu Mayu, îi îndreaptă acțiunile, iar aceasta merge în Rai. Această abilitate este explicată prin faptul că Kagome provine dintr-o familie de preoți, care au în grijă un copac gigantic, fiind un uriaș rezervor de putere spirituală și, totodată, fiind reîncarnarea unei preotese antice, și anume Kikyo.

Kagome pregatind arcul si sageata ei sacra, prezentata in varianta manga

- Tragere cu arcul: Săgeata sacră (Hama no ya),  Săgeata purificatoare și Kyūdō

Într-o eră a arcurilor și săbiilor, Kagome alege arcul, din moment ce află de la Inuyasha că este o arcașă în viața ei anterioară. La început nu excelează, însă va deveni foarte abilă pe parcurs. Devine atât de pricepută, încât poate săgeta ținte în mișcare și să le lovească cu foarte mare acuratețe, salvând uneori vieți în acest proces.
Sageata sacra este o săgeată fermecată, infuzată cu puteri spirituale pentru a extermina demonii; preotesele cu puteri spirituale asemeni lui Kagome pot cauza daune semnificative oricărei prezențe malefice. Aceste săgeți sunt foarte puternice, având abilitatea de a readuce sabia Tetsaiga la starea ei naturala (ruginită, fără puterile ce o însoțesc) și sunt confecționate fie din crengile căzute ale Copacului Vremurilor, fie din suflete
Când Kagome infuzează o săgeată, aceasta devine o Sageata Purificatoare, care poate inlatura chiar și cel mai puternic atac demonic, precum atacurile vântoase ale lui Kagura și Cicatricea Vântului însăși.
Kyūdō(literal însemnând "calea arcului") - odată ce infuzează puterile ei în arc, îl poate folosi să devieze atacul unui inamic. Kagome folosește un arc scurt. Acesta se schimbă în manga când găsește un arc lung cu ajutorul puterilor ei spirituale. Are puterea de a lovi forțele malefice sau ținta utilizatorului trecând de ceilalți, dacă se întâmplă ca oponentul să aibă un ostatic ca un scut, săgeata va trece prin ostatic lovindu-l pe inamic. Acest lucru se întâmplă doar cu acest arc.
- Val Năucitor Sacru (Hama-Bakuryūha)

Acest atac este de fapt un efort combinat între InuYasha și Kagome. Constă în tragerea unei Săgeți Sacre de către Kagome în centrul Valului Năucitor al lui InuYasha înainte să se unească. Când își lovește inamicul este o șansă mai mare să fie distrus de cele 2 puteri combinate.
- Cicatricea Sacră a Vântului

Similar cu Valul Năucitor Sacru, însă nu la fel de puternic; constă în trimiterea unei săgeți urmată de Cicatricea Vântului; poate fi realizată și înainte ca săgeata să fie trimisă de Kagome.
- Barieră Temporală

Conform Prințesei Kaguya, Kagome are o putere neobișnuită care nu este simultană cu curgerea timpului însuși, făcând-o pe Kagome invulnerabilă la orice vrajă de stopare a timpului. Posesiunile ei moderne (cum ar fi trusa de prim-ajutor) par de asemenea să aibă aceeași proprietate.
- Călătoria în timp

În momentul în care Kagome va intra în încăperea ce găzduiește Fântâna Mâncătoare de Oase din cadrul Templului, va fi atacată de către Stăpâna Centiped, făcând posibil un tranzit între Japonia modernă și Era Feudală. Ulterior, se dezvăluie faptul că această trecere temporală nu se poate face decât prin prezența Giuvaerului Sacru sau a fragmentelor acestuia, iar singurii care pot trece prin aceasta sunt Kagome și Inuyasha. 
- Telepatie

Kikyo și Kagome par să aibă o conexiune telepatică în timpul seriei The Final Act când Kagome era pe cale să trimită săgețile sale în ambele momente când Kikyo era muribundă în brațele lui Inuyasha.

## Relații cu personajele

### Familia
Kagome locuieste impreuna cu mama ei, fratele ei mai mic si bunicul ei. Acesta este un preot Shinto, indeplinind totodata si rolul de ingrijitor al Altarului Higurashi, castigandu-si existenta din comercializarea suvenirurilor si obiectelor de cult care imita diversi demoni, precum si bijuteria mistica Shikon no Tama. Datorita spectrului sau de activitate, bunicul lui Kagome crede pe deplin in puterea spirituala a Altarului Higurashi si a spatiilor care il inconjoara, precum Fantana Mancatoare de Oase.
Spre deosebire de acesta, Kagome a fost sceptica in privinta numeroaselor povesti amintite de el, pana in momentul cand a fost adusa in Era Feudala. Deoarece Kagome petrece foarte mult timp in perioada feudala, bunicul acesteia este determinat sa inventeze diverse afectiuni pentru ca prietenii si colegii acesteia sa nu suspecteze nimic.
Cu toate ca fiica ei este constant aflata in pericol atunci cand se afla in Japonia feudala, mama lui Kagome da dovada de multa intelegere, oferindu-i sprijin si diverse sfaturi privind decizia ei de a reintregi Giuvaerul Sacru. 
Sota da dovada de admiratie fata de sora lui mai mare, fiind mereu curios despre intamplarile petrecute in Era Feudala, iar atunci cand aceasta este insotita de Inuyasha, Sota este foarte entuziasmat (privindu-l pe Inuyasha ca un frate mai mare).
Tatal lui Kagome si al fratelui ei nu este deloc prezent in seriile anime; este mentionat succint in timpul primului film InuYasha, in momentul cand mama lui Kagome incearca sa o incurajeze pe aceasta atunci cand simte ca situatia incepe sa degenereze pentru fiica ei (mentioneaza ca tatal ei a decedat in urma unui accident rutiei atunci cand Kagome si Sota erau mici). Totodata, decesul tatalui lor este mentionat in Shōsetsu Inuyasha.

### Companioni din Era Feudală

#### InuYasha
Inițial, Inuyasha era furios datorită concepției sale despre Kikyo, care l-a trădat și și-a proiectat furia către Kagome, însă realizează că aceasta nu era Kikyo și începe să își deschidă inima pe măsură ce ea dădea dovadă de bunătate și compasiune. Totuși, prietenia și dragostea lor înfloritoare nu o oprește pe Kagome să-l subjuge cu ajutorul cuvântului Osuwari! (Șezi!) pentru a-l disciplina, a-l face să o asculte, din accident sau când Inuyasha îi rănește sentimentele neintenționat.
Relația lor este discutată de Sango și Miroku, care vorbesc cu Inuyasha și Kagome prin egalitatea sexelor (Sango discută cu Kagome, iar Miroku cu Inuyasha). De asemenea, Shippo indică un devotament imens pentru relația lor, încurajându-l pe Inuyasha să plece după Kagome, doar ca aceasta să se întoarcă la ei toți.
Cele doua personaje se dezvolta reciproc prin mentinerea increderii in propria subiectivitate, fiind sinceri unul cu celalalt si impartind o dorinta mutuala de a fi impreuna. Cu toate ca Inuyasha inca o mai iubeste pe Kikyo, acesta afirma ca el este cel responsabil pentru soarta preotesei si ca relatia lor este una independenta de acest lucru; desi acest lucru ii provoaca discomfort, Kagome considera ca dorinta lor de a fi impreuna este importanta si il accepta aceasta latura emotionala al semidemonului. Intr-o capcana elaborata de Naraku, cei 3 (Kikyo, Inuyasha si Kagome) sunt supusi unui stres emotional cauzat de interactiunile lor; datorita panzei de paianjen care a conectat-o la emotiile lui Kikyo, aceasta a putut intelege dragostea dintre preoteasa si Inuyasha, iar acceptarea si exprimarea sentimentelor ei directe vor conduce la eliberarea ei din aceasta capcana, cu toate ca va simti singuratate si gelozie in privinta iubirii dintre cei 2.
Relatia dintre Inuyasha si Kagome este una distincta fata de ea alaturi de Kikyo; este dezvoltata prin timp si prin nenumarate interactiuni, unele spontane (precum certuri sau jocuri). Totodata, cei care o inconjoara definesc aceasta relatie: alaturi de Kagome, Inuyasha adopta un comportament natural, usor copilaresc si competitiv cu ea, iar dragostea celor 2 dezvolta puterea lor individuala, manifestata mai ales cand acestia incearca sa se protejeze reciproc. In preajma lui Sesshomaru, de exemplu, Kagome sare fara sa ezite in fata lui Inuyasha pentru a-l proteja; cand aceasta va fi doborata la pamant de catre el, Inuyasha lupta disperat, permitandu-i chiar sa-l injunghie in spate pentru a-si recapata sabia si pentru a o apara pe Kagome.
Increderea mutuala este elementul cheie care le permite in penultimul episod sa-si indeplineasca misiunea, aceea de a distruge Giuvaerul Shikon. Ambii sunt testati de catre elementele intunecate in izolare: Kagome este ispitita sa isi doreasca evadarea (lucru care ar face-o captiva in interiorul Giuvaerului), iar Inuyasha constata ca este in interiorul Giuvaerului, afland ca Kagome este sortita sa se lupte etern in acel spatiu. In mod prompt, acesta concluzioneaza ca soarta lui Kagome a fost sa il intalneasca pe el si, totodata, el sa o intalneasca pe ea. Acest lucru o va determina pe Kagome sa il auda si, fiind convinsa ca acesta va veni dupa ea, nu va vrea evadarea prin intermediul unei dorinte si va fi reunita cu Inuyasha. 
Alaturi de Inuyasha, Kagome isi va dori ca Giuvaerul sa dispara; cei doi se vor căsători la trei ani după moartea lui Naraku și distrugerea Giuvaerului Sacru, când Kagome are 18 ani.

#### Miroku
In momentul cand l-a intalnit prima data pe Miroku, tinerei i s-a propus de catre acesta sa-i nasca un copil, pentru a putea scapa de blestemul aruncat asupra lui de catre Naraku; cu toate acestea, Miroku o respecta pe Kagome si puterile ei ca si preoteasa, adresandu-i-se mereu cu apelativul "Kagome-sama".
Cu toate că este dezgustată de acțiunile sale perverse și desfrânate, Kagome îl respectă pe Miroku pentru cunoștințele sale vaste. Este întotdeauna prima care-l cearta atunci când comite orice act al său repetabil. De asemenea, ea îi aduce lui Miroku medicamente și antidoturi când este rănit și este foarte îngrijorată când acesta este otrăvit. Alături de Sango și Shippo, Miroku a fost mereu încântat de felul în care Kagome gătește.
Abilitățile ei spirituale în luptă i-au câștigat respectul lui Miroku, alăturându-i-se acesteia atunci când se ceartă cu Inuyasha; ca mulți alți prieteni apropiați și aliați, și-ar da viața pentru Kagome, fiind cel insarcinat de Inuyasha sa o protejeze atunci cand acesta nu poate lupta. Ea îl ascultă întotdeauna când se confruntă cu demoni necunoscuți și încercând să le afle slăbiciunile, când Inuyasha se transformă în demon și în orice altă împrejurare legată de puteri spirituale. Mai presus de toate, Kagome îl respectă pentru inteligența, puterea spirituală și curajul cu care se confruntă acesta când își folosește Tunelul Vântului.

#### Sango
Cele două se comportă ca niște surori și deseori discută secrete și sentimente personale. În manga, Kagome afirmă că "Sango îmi este cea mai bună prietenă, aș face orice să o salvez."; când se scaldă împreună, vorbesc despre problemele fiecăreia. Sango și Kagome sunt implicate în mod egal în relațiile lor romantice, din moment ce Kagome discută cu Miroku atunci când sentimentele lui Sango sunt rănite, iar Sango discută la fel cu Inuyasha. De asemenea, este prima care îi ia apărarea lui Kagome când Inuyasha o rănește prin faptul că el stă cu Kikyo. Oricând Miroku o supără pe Sango prin faptul că este afemeiat, Kagome încearcă mereu să o consoleze. În Ultimul banchet al Maestrului lui Miroku, în timp ce era intoxicată cu ceața de sake, Sango afirmă că "Trei Kagome sunt clar prea multe" (celelalte două fiind Shippo și Hachi), în ciuda faptului că ține la Kagome foarte mult.
Ambele sunt copii mai mari ai familiilor lor, ambele sunt surori mai mari cu frați mai mici, iar amândouă au o pisică, permițând astfel ca prietenia lor să se dezvolte mai mult ca a celor mai multe personaje din serii.

#### Kohaku
De-a lungul seriilor, Kagome are foarte mare grija de Kohaku, deoarece aceasta stie ca moartea lui ar fi devastatoare pentru Sango, cu toate ca acesta a incercat de cateva ori sa o ucida din ordinele lui Naraku. Cu toate acestea, Kagome intelege ca Naraku era responsabil pentru comportamentul sau violent fata de ea, si incearca, alaturi de Sango, sa-i readuca memoria si sa-l faca sa-si aminteasca de trecutul sau.
In timpul seriei The Final Act, principala grija a lui Kagome este de a-l mentine in viata pe Kohaku, deoarece el poseda ultimul Fragment de Giuvaer, care-l mentine in viata. Incearca sa-i salveze viata nu doar pentru ca Kikyo i-a spus sa protejeze acel Fragment, ci si pentru ca Sango sa nu fie indurerata de moartea fratelui ei.

#### Shippo
Kagome va lua contact cu Shippo in momentul cand acesta incearca sa fure Giuvaerul Shikon, pentru a-si putea razbuna tatal ucis de Fratii Tunet. Acesta il va anunta pe Inuyasha de rapirea ei de catre Manten, care va incerca sa o ucida pentru ca l-a făcut sa-si piarda parul. Centura din blana tatalui lui Shippo o va proteja, alaturi de Focul Vulpii, cat timp Inuyasha se va lupta cu Fratii Tunet. Dupa ce acetia vor fi ucisi, Shippo ii va insoti ca si companion.
Kagome îl tratează pe Shippo ca pe un frate mai mic, aducându-i dulciuri din Era Modernă și forțându-l pe Inuyasha să îl lase în pace când îl chinuie, strigând "Șezi!" Îl protejează pe Shippo mereu, iar acesta va apela la ea când Inuyasha îi face rău sau când are nevoie de sfaturi în dragoste. Lui Shippo îi pasă mult de relația lui Kagome cu Inuyasha, însă mereu se ceartă cu Inuyasha când merge cu Kikyo. Din când în când, Shippo se va impune în apărarea lui Kagome.

#### Kaede
Sora mai mica a lui Kikyo si primul personaj din Era Feudala care va intra in contact cu Kagome atunci cand este gasita langa Fantana Mancatoare de Oase. Datorita infatisarii ei diferite fata de cea a satenilor, Kagome va fi considerata un demon, insa Kaede va realiza ca tanara este reincarnarea surorii sale. Atunci cand Kagome il elibereaza pe Inuyasha, batrana preoteasa vaplasa Rozarul Subjugarii pe el, conferindu-i puterea de control lui Kagome prin comanda ei vocala; de asemenea, este cea care furnizeaza informatii importante si sfaturi grupului lui Inuyasha atunci cand calatoresc.
La finalul seriei The Final Act, Kaede o va instrui pe Kagome sa fie preoteasa, pentru a o obisnui pe tanara cu noua ei viata care a inceput in Era Feudala alaturi de Inuyasha.

### Alte personaje

#### Kikyo
Kikyo este originea puterilor lui Kagome, fiind reîncarnarea ei ulterioară. Deoarece Kagome este reincarnarea lui Kikyo, acest lucru dubleaza exprimarea unei abilitati interioare si a unei puteri ce definesc caracterul ei subiectiv; Kagome este latura interioara dorita de Kikyo, o latura umana. Cu toate acestea, cele două au personalități foarte diferite.
Initial, Kagome a fost folosita de catre Urasue pentru a o reinvia pe Kikyo; cu toate acestea, nu dupa mult timp de la reanimarea lui Kikyo, Kagome isi cere sufletul inapoi, iar preoteasa reuseste sa fuga datorita unei parti din sufletul ei care o mentine pentru moment in viata. Kikyo o va infrunta si va incerca sa o ucida, insa fara succes.
Ambele il iubesc pe Inuyasha si au fost diverse situatii in care au putut sa se salveze reciproc; pe muntele Azusa, Kagome este in stare sa accepte faptul ca o parte din Inuyasha o va iubi mereu pe KIkyo si este capabila sa depaseasca gelozia provocata de acest lucru. Inainte de a muri, Kikyo ii daruieste propriul arc si de asemenea o insarcineaza cu distrugerea lui Naraku si a Giuvaerului, precum si cu mentinerea "luminii" din ciobul lui Kohaku. Incapacitatea ei de a o salva pe Kikyo in momentul cand e ranita de Naraku o determina sa-si fi dorit sa o fi putut salva.

#### Naraku
In momentul cand Naraku a intalnit-o pentru prima data pe Kagome, acesta a fost socat datorita aparitiei tinerei; Naraku credea ca Kikyo s-a reintors, determinata sa-l ucida si sa se razbune pentru moartea ei prematura. Cu toate acestea, atunci cand adevarata Kikyo (reanimata de catre Urasue) il va cauta, Naraku o va subaprecia pe Kagome si puterile ei, judecand-o ca o reincarnare inferioare ale carei puteri palesc comparativ cu originalul. Toate interactiunile celor doua personaje sunt intamplatoare, deoarece ea este cel care detine Fragmentele de Giuvaer ale grupului; Kikyo ii va fura Fragmentele pentru a i le da lui Naraku, considerand ca acestea ar fi ajuns la el indiferent de detinator.
Totusi, dupa lupta cu Kagura si Kanna, Naraku isi schimba parerea despre slabiciunile lui Kagome; desi au reusit sa infranga fiecare membru al grupului ei (Cicatricea Vantului a fost reflectata spre Inuyasha, iar Hiraikotsu spre Sango de catre Kanna, Miroku a fost otravit de catre veninul insectelor Saimyōshō), Kagome a fost singura capabila sa ii infrunte. In ciuda captarii unei portiuni din sufletul ei in oglinda, Kanna nu a reusit sa il stapaneasca, iar sagetile sacre ale fetei au dovedit a fi singurele obiecte capabile sa elibereze sufletele din inauntrul acesteia.
Va incerca sa o foloseasca pe Kagome, asemeni lui Kikyo, pentru a-l ucide pe Inuyasha; apeland la Tsubaki, rivala lui Kikyo, acesta va pune un blestem asupra lui Kagome pentru a o determina sa-si foloseasca sagetile sacre asupra lui si sa-l ditruga. Totusi, planul lui va esua, iar Tsubaki va fi distrusa.

#### Tsubaki
Tsubaki va fi contactata de Naraku pentru a-i cere ajutorul, recompensand-o cu Giuvaerul Sacru daca accepta. Afland ca Kikyo este in viata, Tsubaki va accepta. Preoteasa-intunecata o va blestema pe Kagome in momentul cand se va reintoarce din Japonia moderna, prin intermediul Shikigami-ului care o insoteste pe Tsubaki; cu toate ca Kagome este sub controlul blestemului, acesta inca este constienta si incearca sa-l faca pe Inuyasha sa fuga.
Transa ei va lua sfarsit in momentul cand Kikyo intervine si o avertizeaza pe Tsubaki sa nu o subestimeze pe Kagome si puterile sale, iar cand bariera sa va fi distrusa, atentia lui Tsubaki se va indrepta spre Kagome, care isi trimite sagetile sacre asupra preotesei.
In timpul luptei sale cu Inuyasha, Tsubaki subestimeaza abilitatile lui Kagome, sustinand ca nu se compara cu cele ale lui Kikyo; infuriata, Kagome isi foloseste mania pentru a opune rezistenta blestemului dureros aruncat de Tsubaki, isi infuzeaza puterile in arc si o ataca, trimitand Shikigami-ul spre Tsubaki, asemanator modului in care Kikyo a procedat in urma cu 50 de ani.
Deoarece a fost infranta a doua oara (prima data de Kikyo, apoi de Kagome), Tsubaki va fugi la templul unde se antrena ea in tinerete si reuseste sa pacaleasca doua ucenice, Botan si Momiji, sa se lupte cu Inuyasha; in tot acest timp, ea va incerca sa readuca la viata un demon sigilat si il va absorbi pentru a fi mai puternica. Cu toate acestea, Inuyasha isi va folosi Valul Naucitor asupra ei, iar din ochiul ei drept va zbura un Saimyosho, care va lua Giuvaerul Sacru folosit de ea in tot acest timp, iar preoteasa intunecata se va preschimba in praf datorita disparitiei puterilor ei magice.

#### Printesa Kaguya
In filmul , Kagome o va intalni pe Printesa Kaguya, un demon care a devorat fiinta celesta cu acelasi nume, preluandu-i infatisarea si puterile. Demonul a fost inchis in interiorul unei oglinzi de catre bunicul lui Miroku si a fost eliberat de catre Kanna si Kagura; deoarece Kaguya doreste sa opreasca timpul, aceasta porneste in cautarea Robei Celeste, menite sa-i amplifice puterile. La momentul eliberarii sale, Roba Celesta era detinuta de catre Clanul Hojo; Kaguya va gasi roba si va incerca sa o ia cu forta, pregatind o incantatie. Kagome o va sageta, iar puterile lui Kagome ii vor trezi interesul demonului, dorind sa o devoreze. Kagome pregateste sa traga cu a doua sageata, cerandu-i Kaguyei sa-l elibereze pe Inuyasha, insa aceasta o va intarata pe Kagome sa atace. Tanara va trage cu arcul, Kaguya va absorbi sageata in oglinda ei si o va indrepta spre Inuyasha, insa acesta va fi aparat de Kagome. Hojo va arunca Roba Celesta incercand sa prinda sageata, insa aceasta o va lovi pe Kagome, tintuind Roba de spatele ei.
In bariera Kaguyei, Kagome aude vocea lui Inuyasha si isi va recapata cunostinta; rana din spatele ei se va vindeca, lasand Roba Celesta sa cada libera catre sol. Kaguya este uimita ca tanara s-a vindecat rapid, intelegand ca acest lucru s-a datorat Robei Celeste. In timp ce Kaguya ridica Roba, Kagome o interogheaza, dorind sa stie motivele ei de stopare a timpului. Deoarece singurii care sunt ingrijorati de trecerea timpului sunt muritorii, Kaguya doreste ca spatiul ei sa fie unul al "noptii eterne", iar cand Kagome protesteaza asupra existentei unui asemenea timp, Kaguya afirma ca viata ei se va incheia odata cu devorarea tinerei, pentru a-i absorbi puterile spirituale, precum si cele care-i confera abilitatile de infrangere a timpului.
Kaguya va executa o vraja de stopare a timpului, insa Inuyasha si grupul sau vor fi imuni la aceasta, datorita posesiunilor primite de la Kagome (Inuyasha are un colier din partea ei, iar Sango, Miroku, Kirara, Kohaku si Shippo au fost bandajati in urma ranilor din lupta) si vor ajunge la palatul Kaguyei, care se va darama in urma confruntarii ei cu Naraku (ascuns in trupul lui Kohaku); pe masura ce palatul se darama, forma volatila a Kaguyei va incerca sa preia corpul lui Kagome, insa se va confrunta cu Naraku, care planuia sa o absoarba. Inuyasha il va indeparta cu ajutorul Cicatricei Vantului, iar Kaguya va fi absorbita de catre Miroku, cu ajutorul Tunelului Vantului.

#### Koga
Sentimentele lui Kagome pentru Koga și viceversa au fost mereu contradictorii. La prima întâlnire dintre cele două personaje, Kagome a fost rapita de catre Koga datorita abilitatii acesteia de a vedea Fragmentele de Giuvaer, iar atitudinea lui dispretuitoare la adresa lui Inuyasha au facut-o sa il deteste pe Koga.
Totuși, ulterior, a dat dovadă de compasiune și îngrijorare pentru acesta în timpul luptei cu dușmanii lor, Păsările Paradis, tratându-l ca un prieten și aliat. In ciuda avansurilor sale, Kagome este politicoasă cu Koga și-l protejeaza atunci când este rănit; il admiră într-un mod detașat, amical, însă declarațiile sale amoroase o fac să sufere, nedorind să îl dezamăgească. Datorită ezitării acesteia în a-l răni pe Koga, este motivul certurilor dintre Koga și Inuyasha, iar gelozia lor mutuală la interacțiunile altora cu Kagome nu le permite celor doi să fie prieteni.
În relația sa cu Kagome, Koga pare a fi un "Hojo" al trecutului, urmărind-o constant pe Kagome, adorând-o și lăudând-o și neînțelegând faptul că sentimentele acesteia nu coincid cu ale sale.

#### Ayame
Ayame este "rivala" lui Kagome pentru afecțiunea lui Koga. Deși Kagome încearcă să se împrietenească cu ea, Ayame afirmă că nu o place pe Kagome. Îl iubește pe Koga, făcându-l să promită că se vor căsători când ea va fi mai în vârstă. O învinuiește pe Kagome pentru afecțiunea spre Koga.

#### Sesshomarou
La începutul seriei au fost dușmani, însă pe parcurs au devenit parțial aliați. În timpul primei lor întâlniri și luptelor ulterioare dintre Inuyasha și Sesshomaru, Kagome vede în acesta o amenințare uriașă și un pericol la fel de mare ca și ceilalți inamici, temându-se pentru viața ei și a lui Inuyasha.
În timpul seriei The Final Act, Sesshomaru o protejează când era inconștientă dintr-o luptă anterioară cu Inuyasha (posedat de Magatsuhi) și de asemenea o agață de Mokomoka-sama acestuia când sunt în interiorul corpului lui Naraku. La finalul seriilor manga și anime îl numește "onii-san" (frate mai mare sau cumnat), semnificând toleranța acestuia față de Kagome.

#### Rin
Kagome se intalneste prima data cu Rin in momentul cand il urmareau pe Jaken, care furase sabia Tessaiga; aceasta a fost deopotriva socata si curioasa cand a observat ca Rin era o copila, care calatorea cu Sesshomaru. Ulterior, Kagome si Inuyasha o urmaresc atunci cand Rin si Kohaku evadeaza din templul unde aceasta era tinuta captiva.
Kagome a salvat vietile lui Rin si Jaken in momentul cand Inuyasha a fost posedat de catre sabia Sō'unga. Observand ca Inuyasha se indreapta spre cei doi cu violenta, Kagome se arunca in fata lui si rosteste cuvantul "Sezi!", pentru a-i proteja. Kagome si Jaken vor fi doborati din cauza exploziei cauzate de Inuyasha, iar Sesshomaru isi va abandona insotitorii. Ca semn de multumire, Rin va aduna toate bucatile Rozarului de Subjugare si i le va returna lui Kagome in momentul cand isi va recapata cunostiinta.
Ulterior, Kagome o va salva pe Rin, care urma sa fie ucisa de catre un soldat aflat sub comanda lui Takemaru al Setsunei. Cu toate acestea, ambele au fost luate la castelul lui Takemaru, unde l-au intalnit pe acesta posedat. Kagome a fost propulsata de catre So'ounga, iar Rin se infurie din cauza lui Takemaru, protejand-o pe Kagome si ignorand-o pe aceasta cand ii spune sa o paraseasca. Sesshōmaru ajunge la castel, permitandu-le sa fuga, insa Kagome va fi din nou capturata de catre demonul care le-a adus la castel. Sperand sa fie de ajutor, Rin arunca o parte din boabele Rozarului de Subjugare catre demon, reusind sa o salveze pe Kagome.
In The Final Act, Kagome se va reintoarce in Era Feudala si o va reintalni pe Rin alaturi de Kaede, care doreste sa o reabiliteze pe fetita in lumea oamenilor.

#### Jinenji
In urma unei lupte cu Naraku, Kirara va fi otravita din cauza miasmei acestuia, iar Kagome si companionii sai vor porni catre un sat cunoscut pentru potentialele plante medicinale de care acesta dispune. In momentul cand ajung in sat, grupul se va intalni cu Jinenji, un semidemon gigant si altruist, care le va furniza antidotul.
Afland ca Jinenji este persecutat si acuzat de sateni ca ucide oameni, Kagome ii va sugera lui Inuyasha sa determine care este adevaratul vinovat pentru aceste actiuni; desi ezitant, Inuyasha accepta si se va confrunta cu demonul-devorator de carne. Incurajat de Kagome, Jinenji isi va apara consatenii, va ucide demonul-mama, iar la final satenii isi vor arata aprecierea fata de el, ajutandu-l sa-si refaca cocioaba si acceptandu-l.
In ultimul episod din seria The Final Act, Kagome va fi instruita de catre Jinenji sa prepare diverse tratamente cu ajutorul plantelor medicinale.

### Prieteni din Japonia modernă

#### Hojo
Hojo este unul din colegii de clasă ai lui Kagome, care îi aduce des medicamente pe bază de plante și obiecte asemănătoare pentru a-i trata "boala" (bunicul lui Kagome inventează diverse boli pentru a explica absența ei de la școală în timp ce ea este cu 500 de ani în trecut). Prietenii lui Kagome o încurajează constant să fie iubita acestuia, iar datorită încurajărilor verbale, Hojo crede că este într-adevăr iubitul acesteia. Cu toate că sentimentele sale sunt rar dezvăluite, arată că îi pasă de Kagome, asumându-și rolul de protector al ei în Era Modernă, ajutând-o să se recupereze pe parcursul "bolilor", aducându-i notițe din clasă și sugerându-i că poate să aibă încredere în el dacă are orice fel de probleme. Strămoșul lui, Houjo Akitoki, este atât de îndrăgostit de ea, încât și-a convins viitoarea soție să își schimbe numele înKagome.

#### Yuka, Eri și Ayumi
Cele trei prietene ale lui Kagome din Era Modernă, interesate de "prietenul gelos" al acesteia și mirate de interesul ei în acea persoană. Sunt implicate în discuții legate de viața ei personală, indiferent că este vorba de bolile ei misterioase, viața ei romantică, cursurile ei și alte evenimente viitoare. Acestea se comportă ca niște surori cu Kagome, încercând să o ajute mereu cu toate sarcinile ei zilnice. La finalul seriei manga, se prezintă absolvirea lor, iar când acestea se despart, își promit să țină legătura și să continue să fie prietene. Toate trei l-au cunoscut pe Inuyasha, iar acestea par să aprobe relația incertă dintre Kagome și acesta.
Spre deosebire de familia ei, care este conștientă de călătoriile lui Kagome și abilitatea de a trece în Era feudală și identitatea lui Inuyasha de semi-demon, Eri, Yuka și Ayumi nu știu nimic despre această parte a vieții prietenei lor.